# Демиан
«Демиан: История юности, написанная Эмилем Синклером» (нем. «Demian. Die Geschichte einer Jugend») — роман немецкого писателя Германа Гессе, впервые опубликованный в 1919 году. В 1960 году к роману был также добавлен пролог. «Демиан» был опубликован Гессе под псевдонимом «Эмиль Синклер»: это имя он впервые использовал в 1917 году при написании политического эссе; также Эмиль Синклер — это имя рассказчика в романе.

## Жанр
«Демиана» традиционно относят к жанру романа воспитания (нем. Bildungsroman). Произведения, написанные в этом жанре, сконцентрированы на описании нравственного и социального становления личности протагониста.
Жанр получил распространение в литературе немецкого Просвещения и активно развивался в XIX веке: в качестве примеров романа воспитания можно привести «Эмму» Джейн Остин, «Дэвида Копперфильда» Чарльза Диккенса, из русской литературы — «Подростка» Ф. М. Достоевского. Во второй половине XX века жанр переживает новую волну популярности в связи с написанием «Над пропастью во ржи» Джерома Сэлинджера, «Убить пересмешника» Харпер Ли и многих других романов о взрослении.

## Сюжет
Сюжет романа строится на описании взросления главного героя, Эмиля Синклера. Он проходит путь от десятилетнего мальчика до взрослого, зрелого человека. Этот путь можно разделить на несколько наиболее важных для становления личности главного героя этапов.

### Два мира
Десятилетний Синклер рассуждает о двух мирах, которые сосуществуют в его жизни. Один из них, «светлый мир», он ассоциирует с домом, родителями, праздниками, чистотой, благонамеренностью, опрятностью и религиозностью. Второй, «тёмный мир», ассоциируется у него с улицей, служанками, преступниками, слухами, скандалами и ожесточённостью. «Тёмный мир» кажется Синклеру более интересным и привлекательным, истории о запретном манят его.
Синклер знакомится с Францем Кромером, местным хулиганом на несколько лет старше. После истории об ограблении сада мельника, выдуманной и рассказанной Синклером для того, чтобы получить одобрение Кромера, тот начинает его шантажировать и вымогать деньги. Синклер отдает Кромеру все свои сбережения, но этого оказывается недостаточно, и мальчик начинает потихоньку воровать деньги у родителей. Он чувствует, что «тёмный мир», ещё недавно так привлекавший его, затягивает его, он больше не чувствует себя частью «светлого мира» и мучается кошмарами и угрызениями совести.

### КаиниРазбойник
Синклер встречает Макса Демиана, нового ученика, недавно появившегося в гимназии. Демиан на несколько лет старше и выделяется среди всех, выглядя более взрослым, умным и зрелым. Однажды во время прогулки Макс рассказывает Эмилю свою версию истории про Каина: по его мнению, Каин и его потомки имели некую «печать», что-то в лице и в характере, какую-то внутреннюю силу, которая пугала остальных и внушала им уважение. Макс утверждает, что именно для того, чтобы объяснить свой иррациональный страх, люди и придумали легенду про убийство Каином своего брата Авеля. Это оставляет Синклера под большим впечатлением.
Во время следующих встреч Демиан, тонко чувствующий людей, изумляет Синклера умением «читать мысли». Макс догадывается о проблемах мальчика с Францем Кромером и помогает ему избавиться от преследований. Синклер наконец-то чувствует облегчение, но страх и непонимание заставляют его отдалиться от Демиана и спрятаться в своем «светлом мире» — мире дома и родителей.
Спустя несколько лет Синклер вновь сближается с Демианом, встретив того на занятиях для конфирмующихся. Они много беседуют, в том числе о религии, о библейских преданиях. Синклер чувствует, что проходит через внутренние изменения.

### Беатриче
Родители отправляют Синклера в пансион для мальчиков. Там ему поначалу не удается ни с кем сблизиться, сверстники считают его нелюдимым и странным. Синклер равнодушен ко всему, что происходит вокруг, пока не знакомится с Альфонсом Беком, старостой пансиона. Бек, будучи старше на несколько лет, впервые ведёт его в кабак, угощает вином и рассказывает о женщинах. Через какое-то время Синклер начинает регулярно пить и играть: он приобретает среди учеников дурную славу, его грозятся исключить из пансиона. Увещевания родителей не помогают исправить ситуацию. Однако в глубине души Эмиль тоскует по своему «светлому миру», и его пьянство и выходки — лишь способ отвлечься от тоски и одиночества, преследующих его. Демиан на его письма не отвечает.
Однажды в парке Синклер встречает девушку, в которую тут же влюбляется. Он называет её Беатриче, в честь возлюбленной Данте, и, несмотря на то, что он так и не знакомится с ней, эта влюблённость полностью меняет его: он прекращает пить и буйствовать, вновь начинает много читать, гулять в одиночестве, учится рисовать. Его вновь одолевает тоска по Демиану. Он рисует ястреба, увиденного во сне, и посылает рисунок Максу.

### Птица выбирается из гнездаиБорение Иакова
Однажды Синклер находит в одном из своих учебников записку с таким текстом: «Птица выбирается из яйца. Яйцо — это мир. Кто хочет родиться, должен разрушить мир. Птица летит к Богу. Бога зовут Абраксас». Он понимает, что это своеобразный ответ Демиана на его рисунок. Синклер много думает об Абраксасе, божестве, «чьей задачей было соединять божественное и дьявольское», и живёт в мире собственных размышлений и сновидений. Ему пора поступать в университет, но он не знает, чего хочет, он ждет любви, но не находит её.
Он начинает регулярно приходить в церквушку на краю города и слушать Писториуса, органиста, играющего там. Вскоре он знакомится с ним лично. Писториус рассказывает ему больше об Абраксасе, говорит с ним о религии, толкует его сны. Сам Синклер говорит, что Писториус учит его «сохранять мужество и уважение к себе самому».
Однако в какой-то момент Синклер чувствует, что общение с Писториусом начинает давить на него, и однажды случайно сильно задевает того в разговоре. Они остаются друзьями, но отношения между ними меняются. Синклер снова начинает чувствовать себя одиноким.

### Госпожа ЕваиНачало конца
Синклер поступает в университет. Учёба разочаровывает его, но он не сильно переживает по этому поводу. В городе он неожиданно встречает Демиана. Они вновь начинают общаться, и Макс знакомит его со своей матерью, госпожой Евой. Эмиль узнает в ней женщину из своих видений и понимает, что именно её он любит и любил все это время.
Синклер чувствует, что он тоже отмечен «каиновой печатью», как Демиан и его мать. Они вводят его в свой круг, знакомят с людьми такими же, как они. Все они чувствуют, что над Европой нависла опасность и что мир скоро должен измениться.
Их ожидания оправдываются: начинается Первая мировая война. Сначала Демиана, а потом и Синклера призывают на фронт. В одном из боёв Эмиля ранит: он приходит в себя после боя, в месте, куда свозят раненых, и видит рядом с собой Демиана. Демиан говорит Эмилю, что «ему придется уйти», но он всегда будет рядом с Синклером (тому стоит лишь «вслушаться в себя»), и передаёт ему поцелуй от госпожи Евы.
Когда Синклер просыпается на следующее утро, на соседнем тюфяке уже лежит другой человек.

## Персонажи
- Эмиль Синклер — главный герой романа. Синклер ищет себя, пытаясь найти ответы на вопросы, которые его беспокоят, и тянется к людям, в которых видит своеобразных наставников (Демиану, Писториусу, фрау Еве).
- Макс Демиан — друг детства и наставник Синклера.
- Фрау Ева — мать Демиана, женщина, которую Синклер видел в своих видениях ещё до того, как встретил её. Она становится для Эмиля своеобразным олицетворением идеала.
- Альфонс Бек — староста пансионата, «наставник» Синклера в вопросах алкоголя и ночной жизни.
- Писториус — органист в церкви, который учит Синклера анализировать его видения и «смотреть внутрь себя».
- Беатриче — девушка, в которую влюблён Синклер во время учёбы в пансионе.
- Франц Кромер — хулиган из народной школы на несколько лет старше Синклера.

## История создания
Появление «Демиана» было вдохновлено негативными событиями, происходившими в тот период в жизни Гессе. Критика писателя в прессе из-за его пацифистских высказываний о войне, сама война, смерть отца в 1916 году, болезнь жены — все это доводит Гессе до нервного кризиса, выбраться из которого ему помогают сеансы психоанализа с доктором Йозефом Лангом.
В 1917 году Гессе начинает публиковать заметки и статьи под псевдонимом «Эмиль Синклер». В этом же году он пишет «Демиана» и связывается с издателем Сэмюэлем Фишером. Гессе скрывает свое авторство и объясняет издателю, что роман написан неизлечимо больным молодым автором, который пожелал остаться анонимным.
В 1920 году некоторые из друзей писателя догадываются о его авторстве, и Гессе приходится заявить о нём публично. В результате, четвёртое издание романа получает подзаголовок «История юности Эмиля Синклера, написанная Германом Гессе».
О выборе имени для главного героя Гессе рассказывал так: «Имя „Демиан“ не было придумано или изобретено мной, но я увидел его во сне, и он сказал мне поместить это имя на обложку книги».

## Влияние идей Юнга
Как минимум с 1914 года Гессе, вращающийся в кругах немецких интеллектуалов, начинает регулярно сталкиваться с растущей популярностью психоанализа. Гессе считает, что психологические проблемы, которые он испытывал в молодости и которые все ещё его беспокоили, нуждаются в лечении с помощью психотерапии. В 1916—1917 гг. он проходит курс лечения у Йозефа Ланга, ученика Карла Юнга. Благодаря этому, а также благодаря психоанализу, проведённому для него самим Юнгом в 1921 году, Гессе начинает живо интересоваться юнгианским анализом и методами интерпретации.
«Демиан» изобилует как юнгианскими архетипами, так и юнгианской символикой. Психоанализ помог Гессе больше узнать о психологических проблемах, испытываемых им в юности, в частности, внутренней напряжённостью из-за конфликта его собственных плотских желаний и строгим конформизмом и набожностью, прививаемых ему родителями. Эта тема часто поднимается в «Демиане», в каком-то смысле сочетая в себе полуавтобиографическое повествование и исследование Гессе юнгианской философии.